# Rauchbauer-erdő
Rauchbauer-erdő este o arie protejată (arie specială de conservare — SAC, sit de importanță comunitară — SCI) din Ungaria întinsă pe o suprafață de 205,9 ha, integral pe uscat.

## Localizare
Centrul sitului Rauchbauer-erdő este situat la coordonatele 47°33′24″N 21°52′04″E / 47.556667°N 21.867778°E.

## Înființare
Situl Rauchbauer-erdő a fost declarat sit de importanță comunitară în mai 2004 pentru a proteja 1 specie de plante și 2 specii de animale. Situl a fost protejat și ca arie specială de conservare în februarie 2010.

## Biodiversitate
Situată în ecoregiunea panonică, aria protejată conține 1 habitat natural: Păduri stepice euro-siberiene cu Quercus spp..
La baza desemnării sitului se află mai multe specii protejate:
- plante (1): Iris aphylla subsp. hungarica
- nevertebrate (2): croitorul mare al stejarului (Cerambyx cerdo), rădașcă (Lucanus cervus)

Pe lângă speciile protejate, pe teritoriul sitului au mai fost identificate 3 specii de plante, 4 specii de păsări, 1 specie de reptile.